# Geolycosa albimarginata
Geolycosa albimarginata är en spindelart som först beskrevs av Badcock 1932.  Geolycosa albimarginata ingår i släktet Geolycosa och familjen vargspindlar.
Artens utbredningsområde är Paraguay. Inga underarter finns listade i Catalogue of Life.